# Pentax Auto 110

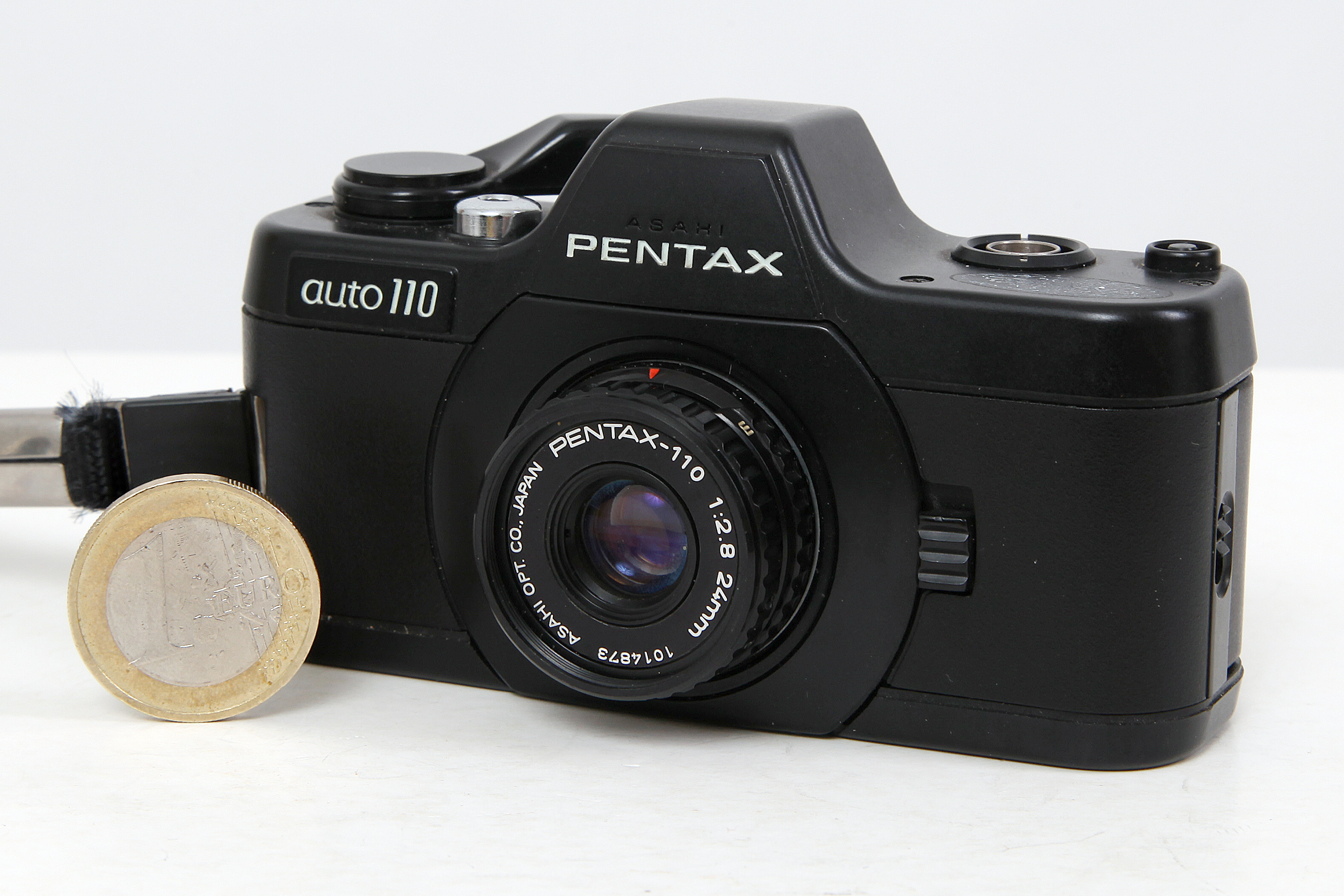
Pentax Auto 110, Größenvergleich mit einer 1-Euro-Münze

Die Pentax Auto 110 ist eine analoge Spiegelreflexkamera des japanischen Kameraherstellers Pentax. Diese Kamera war nach der Minolta 110 Zoom SLR das zweite Modell einer Spiegelreflexkamera für den Pocketfilm. Die 1978/79 erschienene Auto 110 gilt als kleinste Spiegelreflexkamera der Welt, außerdem ist sie die einzige Pocketfilm-SLR mit Wechselobjektiven. Pentax und Minolta waren die einzigen Hersteller weltweit, die Spiegelreflexkameras für den Pocketfilm auf den Markt brachten.

## Daten

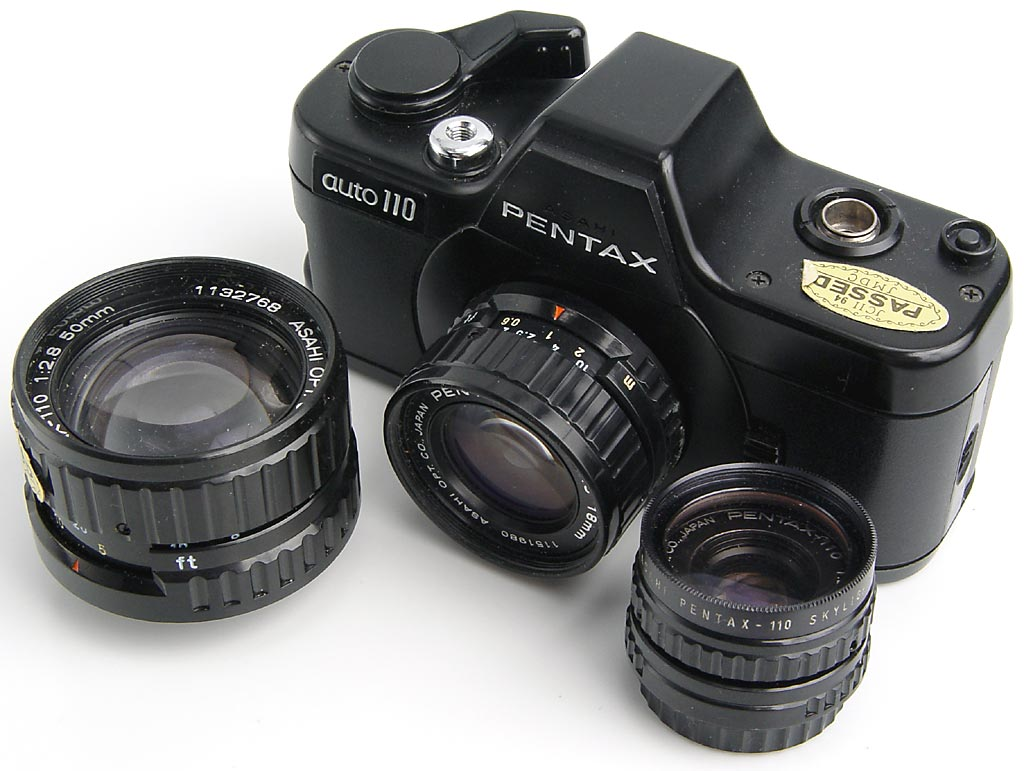
Pentax Auto 110 mit Wechselobjektiven

Die Pentax Auto 110 ist eine einäugige Spiegelreflexkamera, sie misst etwa 56 × 99 × 45 Millimeter und wiegt ca. 172 Gramm (mit dem 24-mm-Standardobjektiv). Die Kamera verfügt über eine vollautomatische TTL-Belichtungsmessung, die Belichtungszeiten variieren dabei zwischen 1/750 und 1 Sekunde. Bei Zeiten unter 1/30 Sekunde leuchtet eine gelbe LED im Sucher auf. Die Wechselobjektive werden per Pentax 110-Bajonett angesetzt. Zum Blitzen verbaute Pentax einen speziellen Blitzkontakt für das hauseigene externe Blitzgerät. Als Sucher dient ein Prismensucher mit Schnittbildindikator. Der Filmtransport erfolgt standardmäßig an der Kamera manuell über einen Transporthebel, welcher pro Bild zweimal bewegt werden muss.

### Objektive
Zur Markteinführung veröffentlichte Pentax drei Objektive für die Auto 110:
- 1:2,8/18 mm Weitwinkelobjektiv
- 1:2,8/24 mm Normalobjektiv
- 1:2,8/50 mm Teleobjektiv

Später kamen drei weitere Objektive dazu:
- 1:2,8/20–40 mm Standard Zoomobjektiv
- 1:2,8/70 mm Teleobjektiv
- 1:2,8/18 mm Weitwinkelobjektiv Fixfokus (ab f=6.3 hyperfokale Entfernung 1,75 m - ∞)

Die Firma Soligor brachte einen dazu passenden 1,7x Telekonverter heraus.

### Zubehör
Pentax vermarktete für die Auto 110 zahlreiche Zubehörartikel. So gibt es zwei verschiedene Winder, die den Filmtransport automatisieren. Zudem erschienen zwei Elektronenblitzgeräte, die über den speziellen Pentax-Blitzsockel automatisch synchronisiert werden. Für die Objektive existieren verschiedene UV- und Skylightfilter sowie diverse Nahlinsen.

### Pentax Auto 110 Super
Anfang der 1980er Jahre erschien die Pentax Auto 110 Super. Technische Erweiterungen zur Auto 110 sind bei dieser Kamera eine Gegenlichttaste, ein Selbstauslöser und eine Auslöserverriegelung. Der Body der Kamera ist baugleich zur Auto 110, somit sind alle Objektive, die Winder und die Zubehörteile kompatibel.

## Geschichte
Kodak brachte 1972 den Pocketfilm auf den Markt, mit welchem der Erfolg des hauseigenen 126-Instamatic-Systems fortgesetzt werden konnte. Nachdem Minolta mit der Minolta 110 Zoom SLR im Jahr 1976 die erste Spiegelreflexkamera für den 110er-Pocketfilm auf den Markt gebracht hatte, stellte Pentax 1978 das System 10 vor, das aufgrund des Designs und der Wechselobjektive für den Anwender deutlich eher als eine „echte“ Spiegelreflexkamera greifbar war als das Modell von Minolta. Die Auto 110 war jedoch nicht die erste miniaturisierte SLR, bereits in den 1960er Jahren gab es in der damaligen UdSSR von KMZ mit der KMZ Narciss eine Miniatur-SLR für den 16-mm-Film, die jedoch von den Ausmaßen die Pentax übertraf. Anfang der 1980er Jahre kam mit der Auto 110 Super ein leicht technisch modifizierter Nachfolger auf den Markt.